# Thorecta calyx
Thorecta calyx är en svampdjursart som först beskrevs av Jean-Baptiste Lamarck 1813.  Thorecta calyx ingår i släktet Thorecta och familjen Thorectidae. Inga underarter finns listade i Catalogue of Life.